# Nuoto ai campionati mondiali di nuoto 2025 - 100 metri farfalla femminili
La gara di nuoto dei 100 metri farfalla femminili dei campionati mondiali di nuoto 2025 è stata disputata il 27 e il 28 luglio 2025 presso il Singapore Sports Hub di Singapore. Vi hanno preso parte 58 atlete provenienti da 53 nazioni.
La competizione è stata vinta dalla nuotatrice statunitense Gretchen Walsh mentre l'argento e il bronzo sono andati rispettivamente alla belga Roos Vanotterdijk e all'australiana Alexandria Perkins.

## Podio
| Posizione | Atleta             | Nazionalità |
| --------- | ------------------ | ----------- |
| Oro       | Gretchen Walsh     | Stati Uniti |
| Argento   | Roos Vanotterdijk  | Belgio      |
| Bronzo    | Alexandria Perkins | Australia   |

## Record
Prima della competizione il record del mondo e il record dei campionati erano i seguenti:
| Record mondiale       | 54"60 | Gretchen Walsh Stati Uniti | 12 aprile 2025 Fort Lauderdale, Stati Uniti d'America |
| Record dei campionati | 55"53 | Sarah Sjöström Svezia      | 24 luglio 2017 Budapest, Ungheria                     |

## Programma
| Data           | Ora (UTC+3) | Turno      |
| -------------- | ----------- | ---------- |
| 27 luglio 2025 | 04:51       | Batterie   |
| 27 luglio 2025 | 13:13       | Semifinali |
| 28 luglio 2025 | 13:11       | Finale     |

## Risultati

### Batterie
| Pos. | Batteria | Corsia | Atleta                      | Nazionalità       | Tempo   | Note |
| ---- | -------- | ------ | --------------------------- | ----------------- | ------- | ---- |
| 1    | 6        | 4      | Gretchen Walsh              | Stati Uniti       | 55"68   | Q    |
| 2    | 6        | 5      | Angelina Köhler             | Germania          | 56"49   | Q    |
| 3    | 6        | 6      | Roos Vanotterdijk           | Belgio            | 56"66   | Q,   |
| 4    | 4        | 5      | Mizuki Hirai                | Giappone          | 56"81   | Q    |
| 5    | 6        | 3      | Yu Yiting                   | Cina              | 56"83   | Q    |
| 6    | 5        | 5      | Alexandria Perkins          | Australia         | 56"89   | Q    |
| 7    | 4        | 4      | Zhang Yufei                 | Cina              | 57"11   | Q    |
| 8    | 5        | 2      | Daria Klepikova             | Atleti Neutrali B | 57"29   | Q    |
| 9    | 6        | 2      | Erin Gallagher              | Sudafrica         | 57"48   | Q    |
| 10   | 5        | 6      | Tessa Giele                 | Paesi Bassi       | 57"56   | Q    |
| 11   | 6        | 7      | Lily Price                  | Australia         | 57"61   | Q    |
| 12   | 4        | 6      | Anna Ntountounaki           | Grecia            | 57"62   | Q    |
| 13   | 4        | 3      | Rikako Ikee                 | Giappone          | 57"75   | Q    |
| 14   | 4        | 7      | Keanna Macinnes             | Gran Bretagna     | 57"90   | Q    |
| 15   | 6        | 8      | Helena Rosendahl Bach       | Danimarca         | 58"15   | Q    |
| 16   | 5        | 7      | Costanza Cocconcelli        | Italia            | 58"31   | Q    |
| 17   | 6        | 0      | Arielle Hayon               | Israele           | 58"35   |      |
| 18   | 5        | 1      | Sara Junevik                | Svezia            | 58"46   |      |
| 19   | 4        | 1      | Anastasiya Kuliashova       | Atleti Neutrali A | 58"52   |      |
| 19   | 6        | 1      | Lilou Ressencourt           | Francia           | 58"52   |      |
| 21   | 4        | 2      | Georgia Damasioti           | Grecia            | 58"60   |      |
| 22   | 5        | 3      | Louise Hansson              | Svezia            | 58"64   |      |
| 23   | 5        | 8      | Iris Berger                 | Austria           | 58"91   |      |
| 24   | 4        | 8      | Amina Kajtaz Pinjo          | Croazia           | 59"18   |      |
| 24   | 4        | 9      | Quah Jing Wen               | Singapore         | 59"18   |      |
| 26   | 3        | 4      | Brooklyn Douthwright        | Canada            | 59"25   |      |
| 27   | 3        | 5      | Zuzanna Famulok             | Polonia           | 59"28   |      |
| 28   | 4        | 0      | Stephanie Balduccini        | Brasile           | 59"72   |      |
| 29   | 6        | 9      | Kim Do-yeon                 | Corea del Sud     | 59"78   |      |
| 30   | 3        | 6      | Miranda Grana               | Messico           | 59"86   |      |
| 31   | 5        | 9      | Barbora Janíčková           | Rep. Ceca         | 59"97   |      |
| 32   | 3        | 7      | Lismar Lyon                 | Venezuela         | 1'00"19 |      |
| 33   | 5        | 0      | Yeung Hoi Ching             | Hong Kong         | 1'00"31 |      |
| 34   | 3        | 1      | Liu Pei-yin                 | Taipei cinese     | 1'00"90 |      |
| 35   | 3        | 3      | Napatsawan Jaritkla         | Thailandia        | 1'01"00 |      |
| 36   | 3        | 0      | Alexia Sotomayor            | Perù              | 1'01"38 |      |
| 37   | 2        | 3      | Emma Sabando                | Ecuador           | 1'01"60 |      |
| 38   | 3        | 8      | Jessica Calderbank          | Giamaica          | 1'01"62 |      |
| 39   | 2        | 5      | Imara Thorpe                | Kenya             | 1'01"64 |      |
| 40   | 3        | 9      | Varsenik Manucharyan        | Armenia           | 1'01"68 |      |
| 41   | 2        | 4      | Jóhanna Elín Guðmundsdóttir | Islanda           | 1'01"70 |      |
| 42   | 2        | 6      | Anje Van As                 | Zimbabwe          | 1'02"63 |      |
| 43   | 3        | 2      | Sofia Spodarenko            | Kazakistan        | 1'02"88 |      |
| 44   | 2        | 8      | Ashley Calderon             | Honduras          | 1'03"45 |      |
| 44   | 2        | 1      | María Schutzmeier           | Nicaragua         | 1'03"45 |      |
| 46   | 2        | 2      | Lia Lima                    | Angola            | 1'03"86 |      |
| 47   | 1        | 5      | Davia Richardson            | Belize            | 1'04"29 |      |
| 48   | 2        | 7      | Paige Schendelaar-Kemp      | Samoa             | 1'05"21 |      |
| 49   | 1        | 0      | Mia Laban                   | Isole Cook        | 1'05"41 |      |
| 50   | 1        | 4      | Cheang Weng Chi             | Macao             | 1'05"42 |      |
| 51   | 2        | 0      | Asma Lefalher               | Bahrein           | 1'05"53 |      |
| 52   | 2        | 9      | Aleka Persaud               | Guyana            | 1'06"49 |      |
| 53   | 1        | 3      | Amaya Bollinger             | Guam              | 1'06"93 |      |
| 54   | 1        | 1      | Honey Nan                   | Birmania          | 1"09"89 |      |
| 55   | 1        | 7      | Naekeisha Louis             | Saint Lucia       | 1'12"38 |      |
| 56   | 1        | 8      | Ony Andrianaivo             | Madagascar        | 1'13"31 |      |
| 57   | 1        | 6      | Amazya Macrooy              | Suriname          | 1'14"69 |      |
| 58   | 1        | 2      | Meral Latheef               | Maldive           | 1'16"73 |      |
| -    | 5        | 4      | Torri Huske                 | Stati Uniti       | dns     | dns  |

### Semifinali
| Pos. | Batteria | Corsia | Atleta                | Nazionalità       | Tempo | Note |
| ---- | -------- | ------ | --------------------- | ----------------- | ----- | ---- |
| 1    | 2        | 4      | Gretchen Walsh        | Stati Uniti       | 56"07 | Q    |
| 1    | 2        | 5      | Roos Vanotterdijk     | Belgio            | 56"07 | Q,   |
| 3    | 1        | 3      | Alexandria Perkins    | Australia         | 56"19 | Q    |
| 4    | 1        | 6      | Daria Klepikova       | Atleti Neutrali B | 56"42 | Q,   |
| 5    | 1        | 4      | Angelina Köhler       | Germania          | 56"75 | Q    |
| 6    | 2        | 6      | Zhang Yufei           | Cina              | 56"84 | Q    |
| 7    | 1        | 5      | Mizuki Hirai          | Giappone          | 56"86 | Q    |
| 8    | 2        | 3      | Yu Yiting             | Cina              | 57"11 | Q    |
| 9    | 1        | 2      | Tessa Giele           | Paesi Bassi       | 57"17 |      |
| 10   | 1        | 7      | Anna Ntountounaki     | Grecia            | 57"32 |      |
| 11   | 2        | 7      | Lily Price            | Australia         | 57"58 |      |
| 12   | 1        | 1      | Keanna Macinnes       | Gran Bretagna     | 57"67 |      |
| 13   | 2        | 2      | Erin Gallagher        | Sudafrica         | 57"68 |      |
| 14   | 2        | 1      | Rikako Ikee           | Giappone          | 57"89 |      |
| 15   | 1        | 8      | Costanza Cocconcelli  | Italia            | 57"94 |      |
| 16   | 2        | 8      | Helena Rosendahl Bach | Danimarca         | 57"98 |      |

### Finale
| Posizione | Corsia | Atleta             | Nazionalità       | Tempo | Note                  |
| --------- | ------ | ------------------ | ----------------- | ----- | --------------------- |
| Oro       | 4      | Gretchen Walsh     | Stati Uniti       | 54"73 | Record dei campionati |
| Argento   | 5      | Roos Vanotterdijk  | Belgio            | 55"84 |                       |
| Bronzo    | 3      | Alexandria Perkins | Australia         | 56"33 |                       |
| 4         | 7      | Zhang Yufei        | Cina              | 56"47 |                       |
| 5         | 6      | Daria Klepikova    | Atleti Neutrali B | 56"53 |                       |
| 6         | 2      | Angelina Köhler    | Germania          | 56"57 |                       |
| 7         | 1      | Mizuki Hirai       | Giappone          | 56"83 |                       |
| 8         | 8      | Yu Yiting          | Cina              | 57"36 |                       |